# Ralph Bates (Schauspieler)
Ralph Bates (* 12. Februar 1940 in Bristol, Vereinigtes Königreich; † 27. März 1991 in London) war ein britischer Schauspieler bei Bühne, Film und Fernsehen.

## Leben und Wirken
Bates war ein Urgroßneffe des bedeutenden französischen Forschers Louis Pasteur und erhielt seine Ausbildung am Trinity College Dublin, der Universität der irischen Hauptstadt. Mit einem Stipendium in der Tasche, bildete er sich an der Yale School of Drama weiter. Wieder zurück in Irland, gab Bates dort 1963 seinen Einstand als Theaterschauspieler in einer Inszenierung von Shaws You Never Can Tell am Dubliner Gate Theater. Anschließend trat er an diversen Repertoiretheaterbühnen auf und wirkte in klassischen Bühnenstücken à la Hedda Gabler ebenso mit wie in übermütigen Lustspielen.
1965 gab Ralph Bates seinen Einstand vor der Kamera und wirkte zunächst in wenig bedeutenden Fernsehproduktionen, überwiegend mit Gastrollen in Serien, mit. Bates wurde zu Beginn der 1970er Jahre schlagartig bekannt, als er in mehreren Filmen der Hammer Films-Produktion Hauptrollen spielte. Mit schwarzen, mittellangen Haaren, einem kantigen Schädel und einem meist grimmigen Blick ausgestattet, ließ man ihn zumeist sinistre Antihelden und veritable Schurken spielen wie etwa den Monster-Schöpfer Victor Frankenstein in Frankensteins Schrecken oder den ruchlosen Experimentator Dr. Jekyll in der Jekyll & Hyde-Variation Dr. Jekyll und Sister Hyde. Auch in zwei Hammer-Vampirfilmen, Wie schmeckt das Blut von Dracula? und Nur Vampire küssen blutig, wirkte er an prominenter Stelle mit, einmal sogar an der Seite des erfahrenen Horrorfilmstars Christopher Lee. 1972 war er in The Fear – Angst in der Nacht Partner des anderen großen Hammer-Stars Peter Cushing.
Ebenso schnell, wie Bates scheinbar aus dem Nichts aufgetaucht und zu einem neuen Horrorfilm-Star aufgebaut wurde, verschwand er nach einigen wenigen Jahren auch wieder aus dem Blickfeld einer breiten Öffentlichkeit. Bates erhielt fortan durchgehende Rollen in Serien wie Moonbase 3, Dangerous Knowledge, Crown Court und zuletzt Dear John, wo man ihn ausnahmsweise als humorigen Sympathieträger, einen frisch geschiedenen Single, einsetzte. Doch auch im Fernsehen wurde Bates überwiegend mit Parts schurkischer, machthungriger oder skrupelloser Charaktere bedacht, etwa als Caligula in The Caesars (1968) oder als George Warleggan in der 29-teiligen Serie Poldark (1975–77). In zahlreichen weiteren TV-Serien gab er Gastauftritte. Ralph Bates letzte Rolle vor der Kamera war 1989 der LeDuc in der Pferdegeschichte König der Winde. Unmittelbar darauf erkrankte Ralph Bates an Bauchspeicheldrüsenkrebs, einer Krankheit, der er im März 1991 erlag. Ein Jahr nach seinem frühen Ableben wurde der nach ihm benannte Ralph Bates Pancreatic Cancer Research Fund gegründet.

## Privates
Bates war zweimal verheiratet: Seine erste Frau war die Schauspielerin Joanna Van Gyseghem (* 1941), seine zweite, die Schauspielerin Virginia Wetherell (* 1943), heiratete er 1973. Die Ehe hielt bis zu seinem Tod. Aus dieser Ehe gingen die Kinder Daisy (Jahrgang 1974) und William Bates (Jahrgang 1977) hervor.

## Filmografie (kleine Auswahl)
- 1965: Broad and Narrow (TV-Serie)
- 1967: Conflict (TV-Serie, eine Folge)
- 1967: Boy Meets Girl (TV-Serie, eine Folge)
- 1968: Crime Buster (TV-Serie, eine Folge)
- 1968: The Caesars (TV-Serie)
- 1969: Happy Ever After (TV-Serie, eine Folge)
- 1969: Wie schmeckt das Blut von Dracula? (Taste the Blood of Dracula)
- 1970: The Woodlanders (TV-Serie)
- 1970: Die sechs Frauen Heinrich VIII. (The Six Wives of Henry VIII) (TV-Serie)
- 1970: Frankensteins Schrecken (The Horror of Frankenstein)
- 1970: Nur Vampire küssen blutig (Lust for a Vampire)
- 1971: Jason King (TV-Serie, eine Folge)
- 1971: Die 2 (The Persuaders, TV-Serie, eine Folge)
- 1971: Dr. Jekyll und Sister Hyde (Dr. Jekyll and Sister Hyde)
- 1972: Love Story (TV-Serie, eine Folge)
- 1972: The Fear – Angst in der Nacht (Fear in the Night)
- 1973: Moonbase 3 (TV-Serie)
- 1973: Kein Pardon für Schutzengel (The Protectors, TV-Serie, eine Folge)
- 1974: Verfolgung (Persecution)
- 1975: Der Teufel in ihr (I Don't Want to Be Born)
- 1976: Dangerous Knowledge (TV-Serie)
- 1976: Task Force Police (Softly Softly Task Force, TV-Serie, eine Folge)
- 1975–1977: Poldark (TV-Serie)
- 1975–1978: Crown Court
- 1979: Penmarric (TV-Serie)
- 1979: Secret Army (TV-Serie)
- 1981: Second Chance (TV-Serie)
- 1982: Die unglaublichen Geschichten von Roald Dahl (Tales of the Unexpected. TV-Serie, eine Folge)
- 1982: Die Agatha Christie-Stunde (The Agatha Christie Hour. TV-Serie, eine Folge)
- 1983: Storyboard (TV-Serie, eine Folge)
- 1983: The Gentle Touch (TV-Serie, eine Folge)
- 1984: The Odd Job Man (TV-Serie)
- 1985: Der Aufpasser (Minder. TV-Serie, eine Folge)
- 1986: Les louves
- 1986–1987: Dear John (TV-Serie)
- 1988: Screen Two (TV-Serie, eine Folge)
- 1990: König der Winde (King of the Wind)